# Gladsax hus
Gladsax hus (svensk: Gladsax hus) er en ruin efter rigsborgen Gladsaxehus en tidligere sædegård og ligger i Gladsax i Skåne et par kilometer vest for Simrishamn. Borgen lå umiddelbart øst for kirken og kirkegården.
Gladsax nævnes første gang i 1322, hvor ærkebiskop Esger Juul udfærdigede et privilegiebrev og stadfæstede bestemmelser, der var udfærdiget af ærkebiskop Eskil i 1100-tallet, om at fire kirker skulle lægges under Tommarps kloster, blandt dem netop ecclesiam sancti Jacobi in Glathsyas.
I ca. 200 år residerede lensherrer på Gladsaxehus over Gladsax len som Eskil Mogensen Gøye (lensmand 1471 – †1476), Jens Holgersen Ulfstand (formodentlig lensmand 1476 – †1486) og Sten Basse Bille (lensmand 1490 – †1506). Gladsax udgjorde et selvstændigt len til 1621, hvor det indgik i Kristianstad len, og kongen mageskiftede det med den danske admiral Jacob Beck, der foruden Gladsax hus fik 119 huse og fire fiskerlejer, hvoraf et var Basche Mølle, Baskemölla. Ved kommunereformen 1952 indlemmedes Gladsaxe kommune i Simrishamn by.